# United States Special Operations Command
United States Special Operations Command (SOCOM) är ett av det amerikanska försvarsdepartementets försvarsgrensövergripande militärkommandon. SOCOM ansvarar för specialförbanden.
SOCOM instiftades 1987 och har sitt högkvarter inne på MacDill Air Force Base vid Tampa, Florida.
Ingående förband och enheter tillhörande United States Special Forces Command har medverkat i samtliga av USA:s väpnade konflikter sedan dess grundande 1987, från invasionen av Panama till Irakkriget.

## Ingående enheter
| Namn Förkortning                                      | Emblem | Basering                         | Beskrivning                                                                                        |
| Joint Special Operations Command JSOC                 |        | Fort Bragg, North Carolina       | Utveckling av koncept samt ledning av Special Mission Units som inkluderar Delta Force och DEVGRU. |
| Army Special Operations Command USASOC                |        | Fort Bragg, North Carolina       | Armékomponenten                                                                                    |
| Naval Special Warfare Command NAVSPECWARCOM           |        | Naval Base Coronado, Kalifornien | Flottans komponent                                                                                 |
| Air Force Special Operations Command AFSOC            |        | Hurlburt Field, Florida          | Flygvapnets komponent                                                                              |
| Marine Corps Forces Special Operations Command MARSOC |        | Camp Lejeune, North Carolina     | Marinkårskomponenten                                                                               |

## Befälhavare
| Nr     | Porträtt | Namn                               | Försvarsgren | Tillträdde        | Avgick            |
| ------ | -------- | ---------------------------------- | ------------ | ----------------- | ----------------- |
| 1.     |          | General James J. Lindsay           | Armén        | 16 april 1987     | 27 juni 1990      |
| 2.     |          | General Carl W. Stiner             | Armén        | 27 juni 1990      | 20 maj 1993       |
| 3.     |          | General Wayne A. Downing           | Armén        | 20 maj 1993       | 29 februari 1996  |
| 4.     |          | General Henry H. Shelton           | Armén        | 29 februari 1996  | 25 september 1997 |
| (t.f.) |          | Konteramiral Raymond C. Smith, Jr. | Flottan      | 25 september 1997 | 5 november 1997   |
| 5.     |          | General Peter J. Schoomaker        | Armén        | 5 november 1997   | 27 oktober 2000   |
| 6.     |          | General Charles R. Holland         | Flygvapnet   | 27 oktober 2000   | 2 september 2003  |
| 7.     |          | General Bryan D. Brown             | Armén        | 2 september 2003  | 9 juli 2007       |
| 8.     |          | Amiral Eric T. Olson               | Flottan      | 9 juli 2007       | 8 augusti 2011    |
| 9.     |          | Amiral William H. McRaven          | Flottan      | 8 augusti 2011    | 28 augusti 2014   |
| 10.    |          | General Joseph L. Votel            | Armén        | 28 augusti 2014   | 30 mars 2016      |
| 11.    |          | General Raymond A. Thomas III      | Armén        | 30 mars 2016      | 29 mars 2019      |
| 12.    |          | General Richard D. Clarke          | Armén        | 29 mars 2019      | sittande          |